# Лизогуб Володимир Сергійович (біолог)
Лизогу́б Володи́мир Сергі́йович (* 7 листопада 1946 р., Черкаси) — український фізіолог, доктор біологічних наук, професор.
Завідувач кафедри анатомії та фізіології людини і тварин Черкаського національного університету ім. Б. Хмельницького. Голова Черкаського відділення Українського біофізичного товариства.

## Біографія
- 1969 — закінчив Черкаський державний педагогічний інститут ім. 300-річчя возз'єднання України з Росією за спеціальністю «Фізичне виховання»;
- 1972 — захистив кандидатську дисертацію на здобуття наукового ступеня кандидата біологічних наук;
- 1979 — присвоєне звання доцента;
- 1986–1991 рр. обіймав посаду декана факультету фізичного виховання;
- 1993 — завідувач кафедри анатомії та фізіології людини і тварин;
- 2000 — захистив дисертацію на здобуття наукового ступеня доктора біологічних наук у КНУ ім. Тараса Шевченка за спеціальністю «Фізіологія людини і тварин»;
- 2001 — лауреат державної відзнаки «Почесна грамота Кабінету Міністрів України»;
- 2002 — отримав вчене звання професора кафедри анатомії та фізіології людини і тварин;
- 2005 — «Почесна грамота Черкаської обласної Ради»;
- 2006 — «Почесна грамота Черкаської обласної державної адміністрації»;
- 2008 — державна відзнака «Заслужений діяч науки і техніки України»;
- 2008 — у ЧНУ ім. Б Хмельницького створено науково-дослідний інститут імені Михайла Босого, який очолив В. С. Лизогуб.

## Наукова діяльність
Коло наукових інтересів: фізіологія вищої нервової діяльності, фізіологія розвитку та психофізіологія, функціональні зміни кори головного мозку, участь симпатичної системи у регуляції серцево-судинної системи. В. С. Лизогуб є одним з основоположників нового наукового напрямку — фізіології нейродинамічних функцій головного мозку.